# ランター島
座標: 北緯7度39分18秒 東経99度2分30秒 / 北緯7.65500度 東経99.04167度
ランター島（ランターとう）はタイの南部の県、クラビー県にあるランターヤイ島、およびランターノーイ島の総称、あるいはそれらが属する郡（アムプー）の名前である。

## 名称
ランターとは、ジャワ語で魚を焼くことを意味する。1917年より公用された名称である。

## 歴史
1901年、郡として成立した。

## 地理
郡はアンダマン海に面する諸島である。諸島は大まかに、ランターヤイ島、ランターノーイ島の二つに分かれ、さらに周辺のガイ島やブーブー島などの島々からなる。ランターヤイ島の南部は、ランター諸島海洋公園に指定されている。
交通は、ランターノーイ島には北部に対岸のクローントム郡とのカーフェリーがあり、ランターヤイ北部とラーンターノーイ北部にもカーフェリーがある。また、ランターヤイ北部の港からはピーピー・ドーン島やクラビーとの連絡航路（乾季のみ）がある。またラーンターヤイ島には南北に国道4245号線が走っている。

## 経済
漁業、農業、観光業などが主な産業である。農業ではパラゴムノキの生産が盛んである。

## 行政区分
ラーンター島は5のタムボンに分かれ、さらにその下位に37の村（ムーバーン）がある。自治体が設置されており以下のようになっている。
- テーサバーンタムボンコランターヤイ……タムボン・コランターヤイの一部

| 1. タムボン・コランターヤイ…ตำบลเกาะลันตาใหญ 2. タムボン・コランターノーイ…ตำบลเกาะลันตาน้อย 3. タムボン・コクラーン…ตำบลเกาะกลาง 4. タムボン・クローンヤーン…ตำบลคลองยาง 5. タムボン・サーラーダーン…ตำบลศาลาด่าน | 郡内のタムボン |